# Buchnera dura
Buchnera dura är en snyltrotsväxtart som beskrevs av George Bentham. Buchnera dura ingår i släktet Buchnera och familjen snyltrotsväxter. Inga underarter finns listade i Catalogue of Life.